# William Smith (geólogo)
William Smith (23 de marzo de 1769 - 28 de agosto de 1839) fue un geólogo inglés. Nació en la aldea de Churchill (Oxfordshire, Inglaterra) el 23 de marzo de 1769, en una familia de granjeros. Privado de su padre antes de los ocho años, dependió del hermano mayor de su padre, granjero en Norton; recibió poca enseñanza convencional.
A la edad de dieciocho años, en 1787, encontró trabajo como auxiliar para Edward Webb, topógrafo. Aprendió rápido, y pronto se hizo perito. Atravesó los mármoles oolíticos de Oxfordshire y de Gloucestershire, las arcillas del Lias y los marls rojos de Warwickshire y de otros distritos, estudiando sus variedades de estratos y de suelos.
En 1791, viajó a Somerset para hacer una encuesta sobre la valuación de un estado, sus observaciones en Stowey y Littleton alto en Somersetshire lo impresionaron por la regularidad de los estratos. Permaneció allí durante ocho años, trabajando primero para Webb y más adelante para el Somersetshire Coal Canal Company. Trabajó en una de las minas más viejas del estado, en Littleton, en la cuenca carbonífera de Somerset.
En 1793 ejecutó los exámenes para la línea del canal del carbón de Somerset, en el curso del cual confirmó una suposición anterior, que el buzamiento de los estratos que medía sobre el carbón no eran horizontales, sino inclinados en una dirección -hacia el este- para terminar sucesivamente en la superficie.
En 1794 le propusieron hacer un viaje de observación con respecto a la navegación interior. Durante este viaje, que duró casi dos meses, viajó a York y a Newcastle y volvió a través de Shropshire y del país de Gales, examinó cuidadosamente la estructura geológica del país, y corroboró su sucesión en los estratos. Después de residir en Littleton, hasta 1795, tres años más tarde compró un pequeño terreno en Midford, cerca de la ciudad, en donde William trabajó como ingeniero residente del canal del carbón.
Observó las capas de la roca, viendo que cada conjunto de estratos particular se podría identificar por los fósiles que contenía, y que las mismas sucesiones de rocas y grupos fósiles, de más antiguos a más recientes, se podían encontrar en muchas partes de Inglaterra. Esto dio a Smith una hipótesis comprobable, que llamó el principio de sucesión faunística, y comenzó su búsqueda para determinar si las relaciones entre los estratos y sus características eran constantes a través del país, durante recorridos sucesivos, primero como topógrafo (designado por el ingeniero Juan Rennie) para la compañía del canal, hasta 1799 cuando lo despidieron. Después siguió tomando muestras y trazó las localizaciones de los varios estratos, exhibía el grado vertical de los estratos y dibujaba continuamente secciones representativas y las tablas de lo que vio.
Hizo amistad con Benjamin Richardson y con Farleigh Hungerford. Este último tenía una buena colección de fósiles locales, pero no sabía nada de las leyes de la estratificación. Tenía conocimiento de la historia natural, y ayudó a Smith a aprender los nombres y la naturaleza verdadera de los fósiles, mientras que Smith puso sus especímenes en orden según los estratos. Este nuevo amigo presentó a Smith a Joseph Townsend, rector de Pewsey, y en una ocasión notable Smith, dictó su primera tabla de estratos británicos, escrita por Richardson y en la actualidad en posesión de la Sociedad Geológica de Londres.
En la sociedad agrícola del condado de Somerset, encontró un mapa de los tipos de suelos y de vegetación alrededor de Somerset y de su grado geográfico. Sobre todo, fueron coloreados. De esta manera, pudo dibujar un mapa geológico de sus observaciones que demostraban los afloramientos de las rocas. Tomó algunos tipos de la roca, cada uno con su propio color. Después estimaba los límites de cada uno de los afloramientos de la roca, los llenó de color y terminó por hacer un mapa geológico crudo. En 1801 dibujó un bosquejo del que sería su conocido mapa geológico de Inglaterra y Gales de 1815.
Se preparó para viajar por todo el país mientras satisfacía a alguna gente eminente tal como el conde de Holkham y el duque Thomas de Bedford. En 1815 publicó el primer mapa geológico nacional. Cubría el conjunto de Inglaterra y de Gales. Los símbolos convencionales fueron utilizados para marcar minas de los canales, de los túneles, de los trayectos y de los caminos, de las minas de carbón, del plomo, del cobre y de la plata, junto con trabajos de la sal y del alumbre.

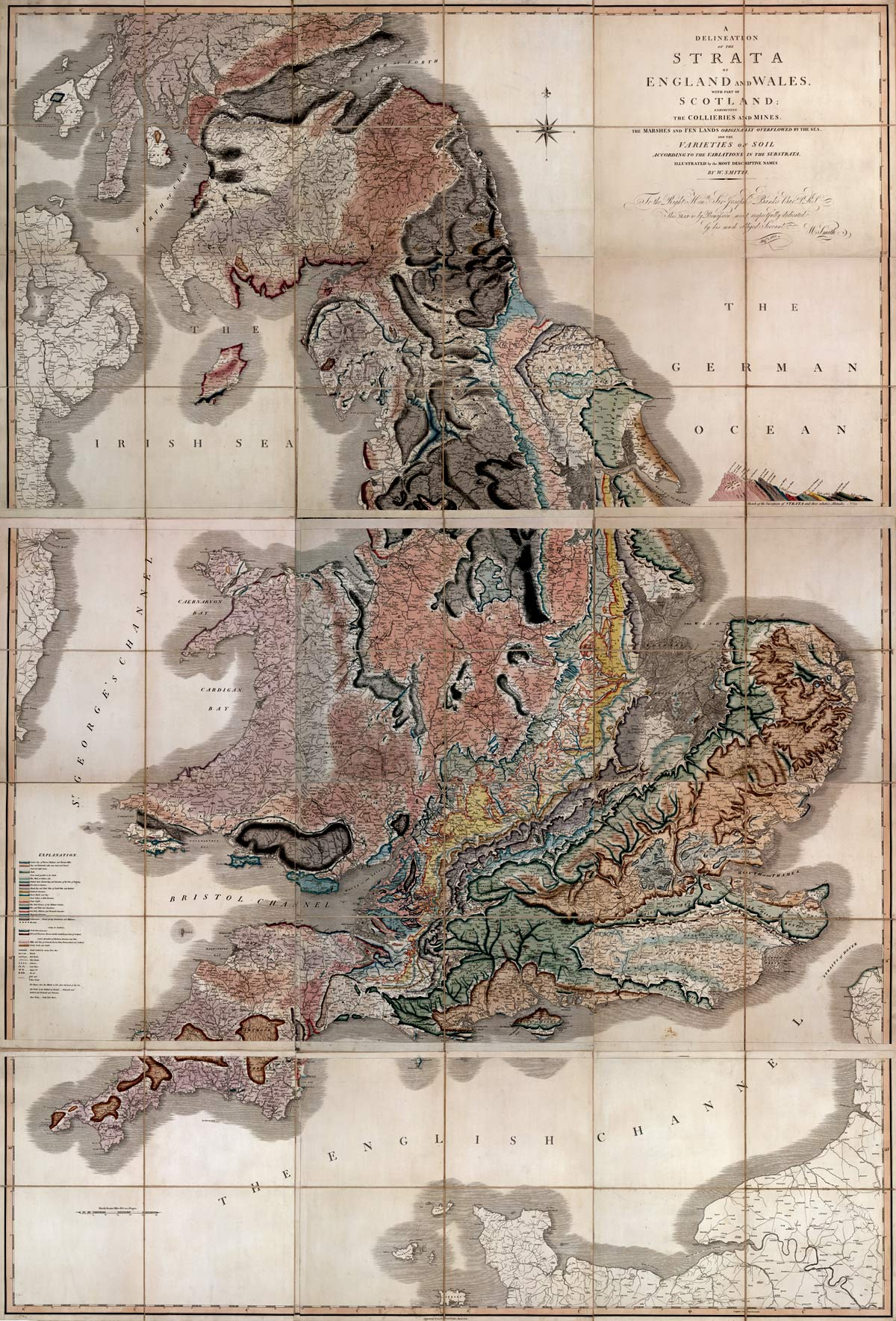
El famoso mapa geológico de Smith.

Los varios tipos geológicos fueron indicados por diversos colores; los mapas eran coloreados a mano. Sin embargo, el mapa es notablemente similar a los mapas geológicos modernos de Inglaterra.
En 1816, comenzó la publicación de los estratos identificados por los fósiles organizados, con las figuras impresas en el papel para corresponder un cierto grado con la tonalidad natural de los estratos. En este trabajo (de los cuales solamente cuatro fueron publicados, 1816-19) se ejemplifica el gran principio que estableció de la identificación de estratos incluyendo su restos orgánicos. Desafortunadamente, sus cartas y artículos eran pronto plagiados y vendidos a precios más bajos. Por ello se endeudó y finalmente se arruinó.
En 1817 dibujó una sección geológica notable de Snowdon, en Londres. La colección de Smith de fósiles fue comprada en 1816-18 por el Museo Británico.
En 1817 una porción del catálogo descriptivo fue publicada bajo el título de "Un sistema estatigráfico de fósiles organizados". El mapa fue reducido a una forma más pequeña en 1819; y a partir de esta fecha a 1822, veintiún cartas geológicas del condado separadas y varias hojas de secciones fueron publicadas en los años sucesivos, el conjunto que constituía un atlas geológico de Inglaterra y del País de Gales.
El 31 de agosto de 1819, metieron a Smith en la Prisión en Londres por deudas. Smith después trabajó como topógrafo itinerante por muchos años hasta que uno de sus patrones, sir John Johnstone, lo reconoció y lo acomodó, procurándole el respeto que se merecía.
No sería hasta febrero de 1831 que la Sociedad Geológica de Londres confirió a Smith la primera medalla Wollaston en reconocimiento de sus logros. Estaba en esta ocasión el presidente, Adán Sedgwick, quien se refirió a Smith como "el padre de la geología inglesa”. Smith viajó a Dublín con la asociación británica en 1835, y recibió de manera inesperada un doctorado honorario de la Universidad de la Trinidad.
En 1838 lo designaron en una de las comisiones para seleccionar el edificio para el palacio nuevo del Parlamento. Los últimos años de su vida los paso en Hackness (del cual hizo un buen mapa geológico), cerca de Scarborough.
Su salud generalmente robusta falló en 1839, y el 28 de agosto de ese año murió en Northampton. Lo enterraron en la iglesia del St. Peter, y un busto, obra de Chantrey, fue colocado en el pedestal. En 1891 se erigió un monumento a su memoria en su lugar de nacimiento, Churchill. Sus memorias, corregidas por su sobrino, John Phillips, aparecieron en 1844.
- Datos: Q313533
- Multimedia: William Smith (geologist) / Q313533